# Ủy ban Nghiên cứu Vũ trụ
Ủy ban Nghiên cứu Vũ trụ, viết tắt là COSPAR (Committee on Space Research) là một tổ chức phi chính phủ, phi lợi nhuận, khoa học quốc tế hoạt động trong lĩnh vực nghiên cứu Vũ trụ.
COSPAR thành lập năm 1958 bởi Liên hiệp khoa học của Hội đồng Khoa học Quốc tế ICSU, nay là ISC kế tục.
Trụ sở COSPAR đặt tại Paris, Pháp. Chủ tịch nhiệm kỳ từ 2014 đến 2021 là Lennard A. Fisk từ Hoa Kỳ.

## Lịch sử
Sau khi Liên Xô phóng vệ tinh đầu tiên của Trái Đất vào năm 1957, mở ra thời đại không gian vũ trụ, Hội đồng Quốc tế các Liên hiệp Khoa học (ICSU), nay là Hội đồng Khoa học Quốc tế, thành lập Ủy ban Nghiên cứu Vũ trụ (COSPAR) trong một cuộc họp quốc tế ở London năm 1958.
Hội nghị Chuyên đề Khoa học Vũ trụ đầu tiên của COSPAR được tổ chức tại Nice tháng 1 năm 1960.

## Mục tiêu
Mục tiêu của COSPAR là thúc đẩy nghiên cứu khoa học vũ trụ trên cấp độ quốc tế, với sự nhấn mạnh về tự do trao đổi kết quả, thông tin, ý kiến, và cung cấp một diễn đàn, mở cửa cho tất cả các nhà khoa học, cho các cuộc thảo luận về vấn đề có thể ảnh hưởng đến nghiên cứu vũ trụ. Các mục tiêu này đạt được thông qua việc tổ chức các hội nghị chuyên đề, xuất bản, và các phương tiện khác.
COSPAR đã tạo dựng một số chương trình nghiên cứu về các chủ đề khác nhau, trong đó có sự hợp tác với các Liên hiệp khoa học khác.
Dự án dài hạn của COSPAR là dự án Khí quyển Tham chiếu Quốc tế CIRA (COSPAR International Reference Atmosphere), bắt đầu năm 1960, từ đó cho ra phiên bản mã CIRA cho "khí quyển tầng cao" (High Atmosphere Code). Mã Tầng điện ly Tham chiếu Quốc tế IRI (International Reference Ionosphere) của nhóm làm việc URSI-COSPAR được chỉnh sửa đầu tiên vào năm 1978 và được cập nhật hàng năm.

## Tổ chức
COSPAR có 8 ủy ban chuyên môn đảm trách các lĩnh vực cụ thể.
| Ban   | Nội dung | Tên gốc                                                                                         |
| ----- | --- | ----------------------------------------------------------------------------------------------- |
| Ban A | Nghiên cứu không gian về bề mặt, khí tượng và khí hậu của Trái Đất.                                              | Space Studies of the Earth's Surface, Meteorology and Climate                                   |
| Ban B | Nghiên cứu không gian về Hệ thống Trái Đất-Mặt Trăng, các hành tinh, và các tiểu hành tinh của hệ thống mặt trời | Space Studies of the Earth-Moon System, Planets, and Small Bodies of the Solar System           |
| Ban C | Nghiên cứu không gian về thượng tầng khí quyển của Trái Đất và các hành tinh, bao gồm cả khí quyển tham chiếu.   | Space Studies of the Upper Atmospheres of the Earth and Planets Including Reference Atmospheres |
| Ban D | Plasma không gian trong Hệ mặt trời, bao gồm cả từ quyển của hành tinh                                           | Space Plasmas in the Solar System, Including Planetary Magnetospheres                           |
| Ban E | Nghiên cứu trong vật lý học thiên văn từ vũ trụ                                                                  | Research in Astrophysics from Space                                                             |
| Ban F | Khoa học sự sống trong liên quan đến không gian vũ trụ                                                           | Life Sciences as Related to Space                                                               |
| Ban G | Khoa học vật liệu trong không gian                                                                               | Materials Sciences in Space                                                                     |
| Ban H | Vật lý cơ bản trong không gian                                                                                   | Fundamental Physics in Space                                                                    |

## Hoạt động
Hai năm một lần COSPAR tổ chức họp Hội đồng (còn gọi là hội khoa học). Đây là hội nghị hiện tập hợp hơn một nghìn nhà nghiên cứu không gian tham gia. Các Kỳ họp gần đây nhất được liệt kê dưới đây.
Đại hội COSPAR 2016 tại Istanbul bị hủy do đảo chính ở Thổ Nhĩ Kỳ.
| Kỳ | Năm  | Địa điểm       | Địa điểm   | Nhiệm kỳ  | Chủ tịch        |
| -- | ---- | -------------- | ---------- | --------- | --------------- |
| 43 | 2021 | Sydney         | Úc         |           |                 |
| 42 | 2018 | Pasadena, CA   | Hoa Kỳ     | 2014-2021 | Lennard A. Fisk |
| 41 | 2016 | Istanbul (hủy) | Thổ Nhĩ Kỳ | 2014-2021 | Lennard A. Fisk |
| 40 | 2014 | Moskva         | Nga        | 2014-2021 | Lennard A. Fisk |
| 39 | 2012 | Mysore         | Ấn Độ      |           |                 |
| 38 | 2010 | Bremen         | Đức        |           |                 |
| 37 | 2008 | Montreal       | Canada     |           |                 |
| 36 | 2006 | Bắc Kinh       | Trung Quốc |           |                 |
| 35 | 2004 | Paris          | Pháp       |           |                 |
| 34 | 2002 | Houston        | Hoa Kỳ     |           |                 |
| 33 | 2000 | Warsaw         | Ba Lan     |           |                 |

## Xuất bản
COSPAR xuất bản tạp chí định kỳ và các công trình nghiên cứu.
- Tạp chí Advances in Space Research (ASR)[6] xuất bản tại Anh Quốc.[7]
- Các hội thảo với các công trình nghiên cứu từ năm 1989, được Nhà xuất bản Elsevier Science phát hành.

## Danh sách các cơ quan nghiên cứu vũ trụ
| Vùng / Nước | Viết tắt                                                             | Tên cơ quan                                                                   | Tên giao dịch | Năm          |
| --- | -------------------------------------------------------------------- | ----------------------------------------------------------------------------- | --- | ------------ |
| Thế giới | UNOOSA                                                               | Văn phòng về Hoạt động Vũ trụ Liên Hợp Quốc                                   | United Nations Office for Outer Space Affairs | 1962         |
| Thế giới | CCSDS                                                                | Ủy ban Tư vấn về Hệ thống Dữ liệu Vũ trụ                                      | Consultative Committee for Space Data Systems | 1982         |
| Châu Âu 22 quốc gia - Áo - Bỉ - Séc - Đan Mạch - Estonia - Phần Lan - Pháp - Đức - Hy Lạp - Hungary - Ireland - Ý - Luxembourg - Hà Lan - Na Uy - Ba Lan - Bồ Đào Nha - România - Tây Ban Nha - Thụy Điển - Thụy Sĩ - Anh Quốc                                                     | ESA                                                                  | Cơ quan vũ trụ châu Âu                                                        | European Space Agency | 1975         |
| Đông Á Úc · Bangladesh · Brunei · Bhutan · Canada · Campuchia · Trung Quốc · Pháp · Đức · Ấn Độ · Indonesia · Nhật Bản · Lào · Malaysia · Mông Cổ · Myanmar · Nepal · New Zealand · Pakistan · Philippines · Nga · Singapore · Hàn Quốc · Sri Lanka · Thái Lan · Hoa Kỳ · Việt Nam | APRSAF                                                               | Diễn đàn Cơ quan Vũ trụ khu vực châu Á-Thái Bình Dương                        | Asia-Pacific Regional Space Agency Forum tiếng Nhật: アジア太平洋地域宇宙機関会議                                                                  | 1993         |
| | Interkosmos                                                          | Chương trình Vũ trụ Quốc tế do Liên Xô chủ trì                                | tiếng Nga: Интеркосмос | 1967 -1988   |
| Algérie | ASAL Lưu trữ ngày 4 tháng 6 năm 2011 tại Wayback Machine             | Cơ quan Vũ trụ Algérie                                                        | tiếng Ả Rập: الوكالة الفضائية الجزائرية tiếng Pháp: Agence Spatiale Algérienne tiếng Anh: Algerian Space Agency                                    | 2002         |
| Úc | CSIRO                                                                | Tổ chức Nghiên cứu Khoa học và Công nghiệp Khối Thịnh vượng chung             | Commonwealth Scientific and Industrial Research Organisation                                                                                       | 1926         |
| Azerbaijan | AMAKA Lưu trữ ngày 22 tháng 9 năm 2009 tại Wayback Machine           | Cơ quan Vũ trụ Quốc gia Azerbaijan                                            | tiếng Azerbaijani: Azərbaycan Milli Aerokosmik Agentliyinin Azerbaijan National Aerospace Agency                                                   | 1974         |
| Belarus | BSA                                                                  | Cơ quan Vũ trụ Belarus                                                        | Belarus Space Agency | 2010         |
| Bỉ | BIRA IASB BISA                                                       | Viện Hàng không Vũ trụ Bỉ                                                     | tiếng Hà Lan: Belgisch Instituut voor Ruimte-Aëronomie tiếng Pháp: Institut d’Aéronomie Spatiale de Belgique Belgian Institute for Space Aeronomy  | 1964         |
| Bolivia | ABE                                                                  | Cơ quan Vũ trụ Bolivia                                                        | Agencia Boliviana Espacial | 2012         |
| Brasil | AEB Lưu trữ ngày 24 tháng 12 năm 2010 tại Wayback Machine            | Cơ quan Vũ trụ Brasil                                                         | Agência Espacial Brasileira, Brazilian Space Agency                                                                                                | 1994         |
| Bulgaria | ИКИ-БАН SRI-BAS ИСЗВ-БАН STIL-BAS                                    | Cơ quan Vũ trụ Bulgaria                                                       | tiếng Bulgaria: Българска академия на науките (Space Research Institute, Solar-Terrestrial Influences Institute), Bulgarian Space Agency           | 1987         |
| México | AEM Lưu trữ ngày 16 tháng 6 năm 2016 tại Wayback Machine             | Cơ quan Vũ trụ México                                                         | Agencia Espacial Mexicana | 2010         |
| Malaysia | ANGKASA Lưu trữ ngày 24 tháng 10 năm 2007 tại Wayback Machine        | Cơ quan Nghiên cứu Vũ trụ quốc gia Malaysia                                   | tiếng Mã Lai: Agensi Angkasa Negara, Malaysian National Space Agency                                                                               | 2002         |
| Ý | ASI                                                                  | Cơ quan Không gian Ý                                                          | Agenzia Spaziale Italiana | 1988         |
| Áo | ALR                                                                  | Cơ quan Vũ trụ Áo                                                             | tiếng Đức: Agentur für Luft- und Raumfahrt, Austrian Space Agency                                                                                  | 1972         |
| Anh Quốc | UKSA Lưu trữ ngày 2 tháng 4 năm 2010 tại UK Government Web Archive   | Cơ quan Vũ trụ Anh quốc                                                       | UK Space Agency | 2010         |
| Canada | CSA                                                                  | Cơ quan Vũ trụ Canada                                                         | Canadian Space Agency | 1989         |
| Đan Mạch | DTU Space                                                            | Viện Nghiên cứu và Công nghệ Vũ trụ Đan Mạch, thuộc Đại học Kỹ thuật Đan Mạch | tiếng Đan Mạch: Danmarks Tekniske Universitet – Institut for Rumforskning og -teknologi Technical University of Denmark – National Space Institute | 2006         |
| Đan Mạch | DRC DNSC                                                             | Trung tâm Vũ trụ Đan Mạch                                                     | tiếng Đan Mạch: Danmarks Rumcenter Danish National Space Center                                                                                    | 1968 -2006   |
| Đan Mạch | DRKI DSRI                                                            | Viện Nghiên cứu Vũ trụ Đan Mạch                                               | tiếng Đan Mạch: Dansk Rumforskningsinstitut Danish Space Research Institute                                                                        | 2005 -2006   |
| Ai Cập | NARSS                                                                | Cơ quan Khoa học Vũ trụ và Viễn thám Ai Cập                                   | tiếng Ả Rập: الهيئة العامة للاستشعار عن بعد وعلوم الفضاء, National Authority for Remote Sensing and Space Sciences                                 | 1994         |
| Ai Cập | EASRT-RSC                                                            | Trung tâm Viễn thám Ai Cập                                                    | Egypt Remote Sensing Center | 1971 -1994   |
| Pháp | CNES                                                                 | Trung tâm Nghiên cứu Vũ trụ Quốc gia Pháp                                     | Centre national d’études spatiales | 1961         |
| Hy Lạp | ΙΔΕΤ ISARS                                                           | Viện Ứng dụng Vũ trụ và Viễn thám Hy Lạp                                      | tiếng Hy Lạp: Ινστιτούτο Διαστημικών Εφαρμογών και Τηλεπισκόπησης, Institute for Space Applications and Remote Sensing                             | 1955         |
| Hà Lan | SRON                                                                 | Viện Nghiên cứu Vũ trụ Hà Lan                                                 | tiếng Hà Lan: Stichting Ruimteonderzoek Nederland Netherlands Institute for Space Research                                                         | 1983         |
| Na Uy | NRS Lưu trữ ngày 1 tháng 4 năm 2008 tại Wayback Machine / NSC        | Trung tâm Vũ trụ Na Uy                                                        | tiếng Na Uy: Norsk Romsenter, Norwegian Space Centre                                                                                               | 1987         |
| Trung Quốc | CNSA                                                                 | Cục Không gian Quốc gia Trung Quốc                                            | Tiếng Trung: 国家航天局, China National Space Administration                                                                                       | 1993         |
| Argentina | CONAE                                                                | Ủy ban Quốc gia về Hoạt động Vũ trụ Argentina                                 | Comisión Nacional de Actividades Espaciales | 1991         |
| Argentina | CNIE                                                                 | Ủy ban Quốc gia về Nghiên cứu Vũ trụ Argentina                                | tiếng Tây Ban Nha: Comisión Nacional de Investigaciones Espaciales, National Commission for Space Research                                         | 1961 -1991   |
| Đức | DLR                                                                  | Trung tâm Hàng không và Vũ trụ Đức                                            | Deutsches Zentrum für Luft- und Raumfahrt | 1969         |
| Nga | Roskosmos Lưu trữ ngày 16 tháng 7 năm 2011 tại Wayback Machine / FSA | Cơ quan Vũ trụ Liên bang Nga                                                  | tiếng Nga: Федеральное космическое агентство Federal Space Agency                                                                                  | 1992         |
| Ấn Độ | ISROLưu trữ ngày 5 tháng 2 năm 2012 tại Wayback Machine इसरो          | Tổ chức Nghiên cứu Vũ trụ Ấn Độ                                               | tiếng Hindi: भारतीय अंतरिक्ष अनुसंधान संगठन Indian Space Research Organisation                                                                              | 1969         |
| Tây Ban Nha | INTA                                                                 | Viện Hàng không Vũ trụ Quốc gia Tây Ban Nha                                   | Instituto Nacional de Técnica Aeroespacial | 1942         |
| Croatia | HSA Lưu trữ ngày 21 tháng 8 năm 2010 tại Wayback Machine CSA         | Cơ quan Vũ trụ Croatia                                                        | tiếng Croatia: Hrvatska svemirska agencija Croatian Space Agency                                                                                   | 2002         |
| Hungary | MŰI HSO                                                              | Cơ quan Vũ trụ Hungary                                                        | tiếng Hungary: Magyar Űrkutatási Iroda Hungarian Space Office                                                                                      | 1992         |
| Iran | ISA Lưu trữ ngày 30 tháng 9 năm 2007 tại Wayback Machine             | Cơ quan Vũ trụ Iran                                                           | tiếng Ba Tư: سازمان فضایی ایران, Iranian Space Agency                                                                                              | 2003         |
| Israel | ISA Lưu trữ ngày 10 tháng 2 năm 2009 tại Wayback Machine סל"ה        | Cơ quan Vũ trụ Israel                                                         | tiếng Hebrew: סוכנות החלל הישראלית, Israel Space Agency                                                                                            | 1983         |
| Nhật Bản | JAXA                                                                 | Cơ quan Nghiên cứu Hàng không Vũ trụ Nhật Bản                                 | tiếng Nhật: 宇宙航空研究開発機構, Japan Aerospace Exploration Agency                                                                               | 2003         |
| Kazakhstan | SRI / KazCosmos                                                      | Cơ quan Vũ trụ Quốc gia Kazakhstan                                            | National Space Agency (KazCosmos), Kazakh Space Research Institute                                                                                 | 1991         |
| Hàn Quốc | KARI                                                                 | Viện Nghiên cứu Hàng không Vũ trụ Hàn Quốc                                    | tiếng Hàn Quốc: 한국항공우주연구원, Korea Aerospace Research Institute                                                                             | 1989         |
| Indonesia | LAPAN Lưu trữ ngày 21 tháng 4 năm 2011 tại Wayback Machine           | Viện Nghiên cứu Hàng không và Vũ trụ Quốc gia Indonesia                       | tiếng Indonesia: Lembaga Antariksa dan Penerbangan Nasional, National Institute of Aeronautics and Space                                           | 1964         |
| Litva | LSA Lưu trữ ngày 9 tháng 4 năm 2016 tại Wayback Machine              | Cơ quan Vũ trụ Litva                                                          | Lithuanian Space Association | 2007         |
| Pakistan | SUPARCO Lưu trữ ngày 2 tháng 4 năm 2015 tại Wayback Machine سپارکو   | Ủy ban Nghiên cứu Vũ trụ và Thượng tầng khí quyển Pakistan                    | tiếng Urdu: پاکستان خلائی و بالا فضائی تحقی‍قاتی کمیشن, Pakistan Space and Upper Atmosphere Research Commission                                      | 1961         |
| Perú | CONIDA                                                               | Ủy ban quốc gia về Phát triển và Nghiên cứu Vũ trụ Peru                       | tiếng Tây Ban Nha: Comisión Nacional de Investigación y Desarrollo Aeroespacial; National Commission for Aerospace Research and Development        | 1974         |
| Ba Lan | POLSA Lưu trữ ngày 23 tháng 3 năm 2010 tại Wayback Machine           | Cơ quan Vũ trụ Ba Lan                                                         | tiếng Ba Lan: Polska Agencja Kosmiczna, Polish Space Agency                                                                                        | 2014         |
| România | ASR ROSA                                                             | Cơ quan Vũ trụ România                                                        | tiếng Romania: Agenţia Spaţială Română, Romanian Space Agency                                                                                      | 1991         |
| Hoa Kỳ | NASA                                                                 | Cơ quan Hàng không và Vũ trụ Mỹ                                               | National Aeronautics and Space Administration | 1958         |
| CHDCND Triều Tiên | NADA                                                                 | Cơ quan Phát triển Hàng không vũ trụ Quốc gia Triều Tiên                      | tiếng Hàn Quốc: 국가우주개발국 National Aerospace Development Administration                                                                       | 2013         |
| CHDCND Triều Tiên | KCST                                                                 | Ủy ban Công nghệ Vũ trụ Triều Tiên                                            | tiếng Hàn Quốc: 조선우주공간기술위원회, Korean Committee of Space Technology                                                                       | (1980) -2013 |
| Thụy Sĩ | SSO                                                                  | Cơ quan Vũ trụ Thụy Sĩ                                                        | Swiss Space Office |              |
| Ả Rập Xê Út | KACST-SRI                                                            | Viện Nghiên cứu Vũ trụ Ả Rập Saudi                                            | tiếng Ả Rập: معهد بحوث الفضاء, Space Research Institute of Saudi Arabia                                                                            |              |
| Thổ Nhĩ Kỳ | TÜBİTAK UZAY Lưu trữ ngày 22 tháng 11 năm 2011 tại Wayback Machine   | Viện Nghiên cứu Công nghệ Vũ trụ TÜBİTAK                                      | tiếng Thổ Nhĩ Kỳ: TÜBİTAK Uzay Teknolojileri Araştırma Enstitüsü, TUBITAK Space Technologies Research Institute                                    | 1985         |
| Đài Loan | NSPO Lưu trữ ngày 8 tháng 12 năm 2006 tại Wayback Machine            | Tổ chức Vũ trụ Quốc gia Đài Loan                                              | tiếng Trung: 國家太空中心, National Space Organization                                                                                             | 1991         |
| Nigeria | NASRDA Lưu trữ ngày 17 tháng 10 năm 2008 tại Wayback Machine         | Cơ quan Nghiên cứu và Phát triển Vũ trụ Quốc gia Nigeria                      | National Space Research and Development Agency | 1998         |
| Thái Lan | GISTDA Lưu trữ ngày 16 tháng 2 năm 2010 tại Wayback Machine สทอภ     | Cơ quan Nghiên cứu Phát triển Công nghệ Vũ trụ và Thông tin Địa học           | tiếng Thái: สำนักงานพัฒนาเทคโนโลยีอวกาศและภูมิสารสนเทศ, Geo-Informatics and Space Technology Development Agency                                         | 2002         |
| Ukraina | НКАУ Lưu trữ ngày 6 tháng 10 năm 2008 tại Wayback Machine NSAU       | Cơ quan Vũ trụ Quốc gia Ukraina                                               | tiếng Ukraina: Національне космічне агентство України State Space Agency of Ukraine                                                                | 1992         |
| Việt Nam | VAST-STI                                                             | Viện Công nghệ Vũ trụ Việt Nam                                                | Space Technology Institute, Vietnam | 2006         |
| Nam Phi | SANSA                                                                | Cơ quan Vũ trụ Quốc gia Nam Phi                                               | South African National Space Agency | 2010         |
| Các TVQ Arab Thống nhất | MBRSC Lưu trữ ngày 21 tháng 7 năm 2019 tại Wayback Machine           | Trung tâm Vũ trụ Mohammed Bin Rashid                                          | Mohammed Bin Rashid Space Centre | 2006         |